# Isn't It Time (The Babys)
Isn't it time is een nummer van de Britse band The Babys. Het is afkomstig van hun album Broken heart uit 1977. Op 20 september dat jaar werd het nummer wereldwijd op single uitgebracht.
De single is niet door de band geschreven, maar door het koppel Jack Conrad en Ray Kennedy, die laatste had ook meegeschreven aan materiaal voor The Beach Boys. Kennedy had de tekst geschreven over zijn twijfels in een relatie met een toenmalige vriendin.
Isn't it time werd later gecoverd door Robin Trower en Udo. De single werd begeleid door B-kant Give me your love van hetzelfde album. Een opvallende rol is weggelegd voor The Babettes, een achtergrondzangkoortje, dat hier regelmatig op de voorgrond treedt.

## Hitnoteringen

### Nederlandse Top 40
| Hitnotering: 10-12-1977 t/m 18-02-1978 | Hitnotering: 10-12-1977 t/m 18-02-1978 | Hitnotering: 10-12-1977 t/m 18-02-1978 | Hitnotering: 10-12-1977 t/m 18-02-1978 | Hitnotering: 10-12-1977 t/m 18-02-1978 | Hitnotering: 10-12-1977 t/m 18-02-1978 | Hitnotering: 10-12-1977 t/m 18-02-1978 | Hitnotering: 10-12-1977 t/m 18-02-1978 | Hitnotering: 10-12-1977 t/m 18-02-1978 | Hitnotering: 10-12-1977 t/m 18-02-1978 | Hitnotering: 10-12-1977 t/m 18-02-1978 | Hitnotering: 10-12-1977 t/m 18-02-1978 | Hitnotering: 10-12-1977 t/m 18-02-1978 |
| Week:                                  | 1                                      | 2                                      | 3                                      | 4                                      | 5                                      | 6                                      | 7                                      | 8                                      | 9                                      | 10                                     | 11                                     |                                        |
| -------------------------------------- | -------------------------------------- | -------------------------------------- | -------------------------------------- | -------------------------------------- | -------------------------------------- | -------------------------------------- | -------------------------------------- | -------------------------------------- | -------------------------------------- | -------------------------------------- | -------------------------------------- | -------------------------------------- |
| Positie:                               | 25                                     | 10                                     | 9                                      | 7                                      | 5                                      | 4                                      | 4                                      | 11                                     | 13                                     | 29                                     | 40                                     | uit                                    |

### Nationale Hitparade
| Hitnotering: 31-12-1977 t/m 11-02-1978 | Hitnotering: 31-12-1977 t/m 11-02-1978 | Hitnotering: 31-12-1977 t/m 11-02-1978 | Hitnotering: 31-12-1977 t/m 11-02-1978 | Hitnotering: 31-12-1977 t/m 11-02-1978 | Hitnotering: 31-12-1977 t/m 11-02-1978 | Hitnotering: 31-12-1977 t/m 11-02-1978 | Hitnotering: 31-12-1977 t/m 11-02-1978 | Hitnotering: 31-12-1977 t/m 11-02-1978 |
| Week:                                  | 1                                      | 2                                      | 3                                      | 4                                      | 5                                      | 6                                      | 7                                      |                                        |
| -------------------------------------- | -------------------------------------- | -------------------------------------- | -------------------------------------- | -------------------------------------- | -------------------------------------- | -------------------------------------- | -------------------------------------- | -------------------------------------- |
| Positie:                               | 12                                     | 7                                      | 7                                      | 9                                      | 10                                     | 13                                     | 21                                     | uit                                    |

### NPO Radio 2 Top 2000
| Nummer met noteringen in de NPO Radio 2 Top 2000 | '99 | '00 | '01 | '02 | '03 | '04 | '05 | '06 | '07 | '08 | '09 | '10  | '11  | '12 | '13  | '14  | '15  | '16  | '17  | '18  | '19  | '20  | '21  | '22  | '23  | '24  |
| ------------------------------------------------ | --- | --- | --- | --- | --- | --- | --- | --- | --- | --- | --- | ---- | ---- | --- | ---- | ---- | ---- | ---- | ---- | ---- | ---- | ---- | ---- | ---- | ---- | ---- |
| Isn't It Time                                    | 690 | 540 | 385 | 501 | 646 | 682 | 749 | 707 | 765 | 666 | 891 | 1019 | 1093 | 816 | 1420 | 1148 | 1287 | 1073 | 1033 | 1997 | 1755 | 1762 | 1858 | 1669 | 1966 | 1927 |

1. ↑  Een vetgedrukt getal geeft de hoogste notering aan.